# Wołodymyr Onyszczuk
Wołodymyr Onyszczuk, ukr. Володимир Володимирович Онищук (ur. 21 lipca 1991 w Iwano-Frankiwsku) – ukraiński szachista, arcymistrz od 2012 roku.

## Kariera szachowa
Wielokrotnie reprezentował Ukrainę na mistrzostwach świata i Europy juniorów w różnych kategoriach wiekowych, zdobywając trzy medale: złoty (Kallithea 2001 – ME do 10 lat) oraz dwa srebrne (Budva 2003 – ME do 12 lat, Batumi 2006 – MŚ do 16 lat). Normy na tytuł mistrza międzynarodowego wypełnił w latach 2004 (w Drohobyczu, I m.) oraz 2005 (we Lwowie oraz Kijowie). W 2006 r. zwyciężył w memoriale Vladimira Nabokova w Kijowie oraz zdobył złoty medal na olimpiadzie juniorów (do 16 lat) w Ağrı. W 2007 r. zajął I m. w Charkowie, w 2008 r. podzielił I m. w Warszawie (memoriał Mieczysława Najdorfa, wspólnie z Grzegorzem Gajewskim i Kacprem Piorunem) oraz Charkowie (wspólnie z Michaiłem Brodskim i Geworgiem Harutiunjanem; pierwsza norma arcymistrzowska), natomiast w 2009 zwyciężył (wspólnie z Denisem Jewsiejewem i Mertem Erdogdu) we Lwowie (druga norma arcymistrzowska). W 2011 r. podzielił II m. (za Dmitrijem Boczarowem, wspólnie z m.in. Denisem Chismatullinem, Wadimem Zwiagincewem i Siergiejem Azarowem) w memoriale Michaiła Czigorina w Petersburgu, wypełniając trzecią normę arcymistrzowską. W 2015 r. podzielił I m. w Cappelle-la-Grande (wspólnie z Li Chao).
Najwyższy ranking w dotychczasowej karierze osiągnął 1 maja 2015 r., z wynikiem 2669 punktów.